# Festo
Festo, sovint estilitzat com FESTO, és una empresa multinacional d'automatització industrial amb seu a Esslingen am Neckar, Alemanya.
La companyia està formada per dues divisions principals: productes d'automatització i consultoria. La secció de productes d'automatització ofereix tecnologia pneumàtica, servomotors, autòmats programables i robòtica. L'altra divisió està centrada en serveis de consultoria i també ofereix educació tècnica a estudiants i empleats del sector industrial.
Festo va ser fundada l'any 1925 per Gottlieb Stoll i Albert Fezer. En un principi l'empresa es dedicava a la fabricació d'eines de fusteria, però eventualment es va especialitzar en l'automatització. L'any 2019 Festo tenia una facturació anual de 3.070 milions d'euros i donava feina a uns 21.000 treballadors globalment.

## Productes i serveis
Festo disposa de dos segments empresarials que ofereixen productes i serveis, respectivament.

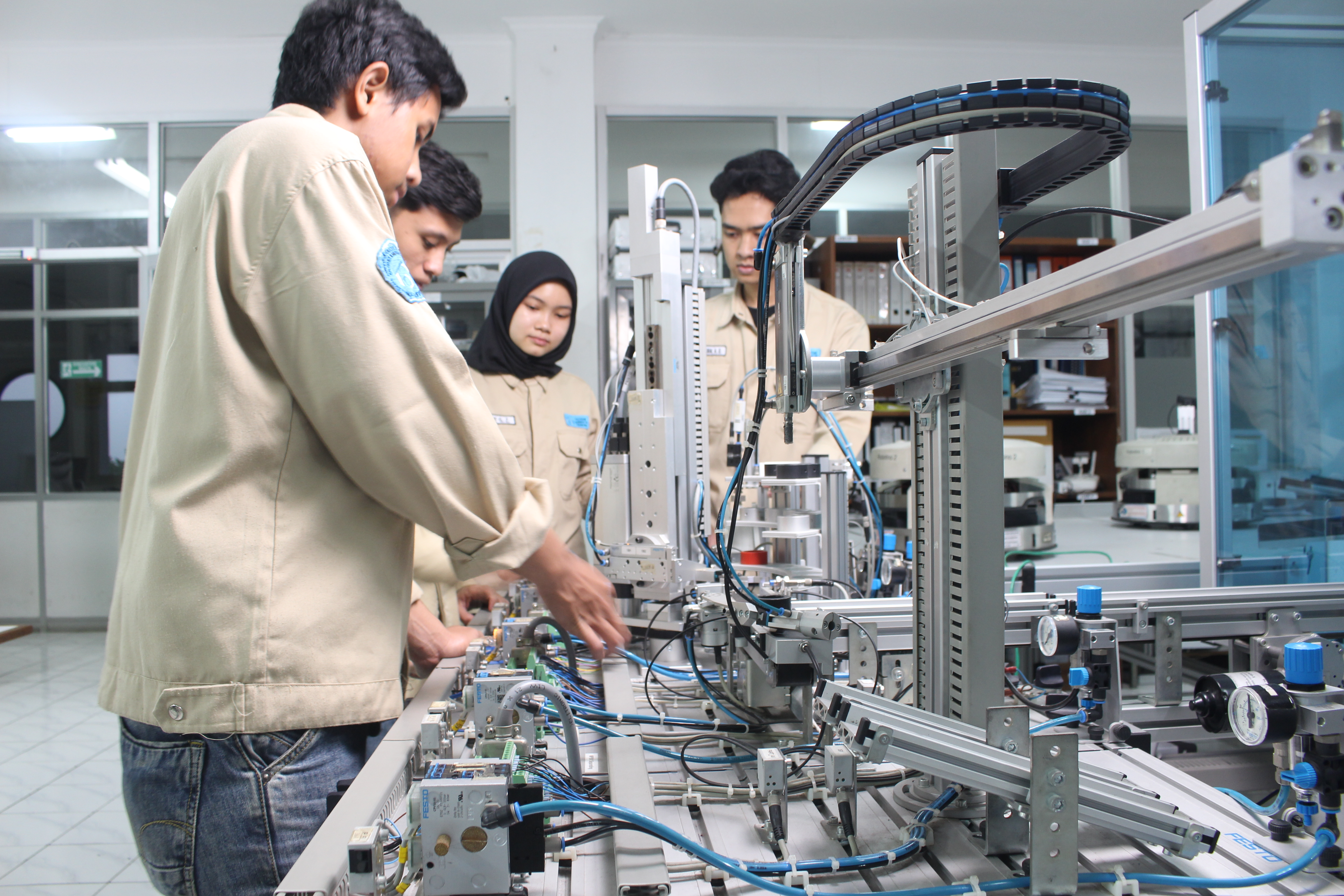
Estudiants de la universitat Politeknik Manufaktur Bandung, d'Indonèsia, fent servir productes de Festo l'any 2023.

La divisió de tecnologia d'automatització ofereix dispositius pneumàtics, servopneumàtics i màquines elèctriques. L'any 2007 disposava d'una gamma de 28.000 productes catalogats i més de 100.000 variants d'aquests productes. El 2016 un 9% de la facturació de l'empresa es va reinvertir en recerca i desenvolupament, que resulta en aproximadament uns 100 nous productes cada any.
La segona branca de l'empresa ofereix serveis d'educació i consultoria. En termes d'educació, Festo Didactic disposa d'equipament i instal·lacions orientades a formar estudiants i empleats d'altres empreses en automatització industrial. Per altra banda, Festo també ofereix tres tipus de servei de consultoria a empreses. En primer lloc hi ha les solucions especials, productes estàndard modificats per adequar-se a les necessitats dels clients. Després hi ha les solucions d'enginyeria, on Festo integra diferents productes per resoldre un problema per un client. Finalment, també desenvolupen productes o integracions fetes a mida sota comanda.
En global, l'any 2011, Festo servia a uns 300.000 clients a unes 200 indústries diferents. Per fer-ho, tenia aproximadament 250 sucursals i oferia serveis postvenda a 176 estats arreu del món.